# Cheat Engine
Cheat Engine (CE, досл. «Рушій чітів») це пропрієтарне програмне забезпечення, налагоджувач пам'яті, з відкритим вихідним кодом створене Еріком Хейдненом для операційної системи Windows. Cheat Engine найчастіше використовується для чітерства і часом модифікується для підтримки нових ігор. Він шукає значення, введені користувачем, за допомогою різноманітних параметрів, які дозволяють користувачеві знаходити та сортувати пам’ять комп’ютера.

## Принцип роботи
Cheat Engine сканує оперативну пам'ять і дозволяє користувачу модифікувати значення окремих адрес. В першу чергу він призначений для модифікації значень у іграх, оскільки традиційно, ігри тримають усю інформацію про поточну ігрову сесію у оперативній пам'яті. Але також він може працювати з будь-якою програмою, яка зберігає необхідні їх значення в оперативній пам'яті.